# 河合朗
河合 朗（かわい ろう）は、日本の漫画家。女性。

## 経歴
第6回百合姫コミック大賞にて『最低姫と駄目王子』が翡翠賞を、第7回百合姫コミック大賞にて『インビジブル』が紫水晶賞を受賞。『最低姫と駄目王子』と、『インビジブル』をリライトした『flare』は、短編集『未完成ガール』に収録された。
連載デビュー作『センチメンタルダスト』が『コミック百合姫』（一迅社）2012年11月号から2013年5月号まで連載。『ボウソウガールズテキモウソウレンアイテキステキプロジェクト（B・G・M・R・S・P）』が『コミック百合姫』2013年7月号から2014年9月号まで連載。『少女失格』が『コミック百合姫』2015年3月号から2016年5月号まで連載された。
その後、『ギャルとオタクはわかりあえない。』が『コミックキューン』（KADOKAWA）2015年10月号から2020年1月号まで連載。短期集中連載された『私の幼なじみ（♀）がセクハラ魔で困っています。』が『ガールズ×セクハライフ』とタイトルを変更し、『月刊ガンガンJOKER』（スクウェア・エニックス）の公式Twitterで2018年1月から2019年7月まで連載された。
同人作家としては2013年より、サークル『HappyYellowRabbit』で雪子、河合朗、はるかわ陽の3名で活動を開始。『HappyYellowRabbit』ではテーマを決めた百合アンソロジーを不定期に出版していた。

## 作品

### 連載
- センチメンタルダスト『コミック百合姫』（一迅社） 2012年11月号 - 2013年5月号、全1巻
- ボウソウガールズテキモウソウレンアイテキステキプロジェクト（B・G・M・R・S・P）『コミック百合姫』（一迅社） 2013年7月号 - 2014年9月号、全2巻
- 少女失格『コミック百合姫』（一迅社） 2015年3月号 - 2016年5月号、全2巻
- ギャルとオタクはわかりあえない。『コミックキューン』（KADOKAWA） 2015年10月号 - 2020年1月号、全5巻
- ガールズ×セクハライフ『月刊ガンガンJOKER』（スクウェア・エニックス）公式Twitter 2018年1月22日 - 2019年7月29日、全2巻
  - 私の幼なじみ（♀）がセクハラ魔で困っています。『月刊ガンガンJOKER』（スクウェア・エニックス）公式Twitter 2017年4月5日 - 4月16日
- 推しが妹になりまして。『comicブースト』（幻冬舎コミックス）2021年4月30日 - 連載中

### 短編集
- 未完成ガール（一迅社）〈百合姫コミックス〉2014年7月18日発売 ISBN 978-4-7580-7330-1
  - flare（初出 : 『コミック百合姫』2014年5月号）
  - 最低姫と駄目王子（第6回百合姫コミック大賞翡翠賞受賞）
  - ロリータサマーエンドロール（初出 : 『ニコニコ百合姫』2014年8月号）
  - 雨と茶髪とサラマンダー（初出 : 『ニコニコ百合姫』2014年8月号）
  - ひなたの罠（初出 : 『コミック百合姫』2014年5月号）
  - 君が千年のかざしとぞみる（初出 : 『コミック百合姫』2014年7月号）
  - 私が原始人になったら（初出 : 『コミック百合姫』2014年9月号）